# ヨード酢酸
ヨード酢酸（iodoacetic acid）とは、酢酸の2位の炭素に結合している3つの水素のうちの1つが、ヨウ素に置換された有毒な化合物である。モノヨード酢酸（monoiodoacetic acid）、2-ヨード酢酸、ヨードエタン酸などとも呼ばれる場合がある。なお、英語名が似ているヨウ化アセチル（acetyl iodide）とは異なる。

## 性質

### 物理的性質
モル質量は185.948 (g/mol)である。常圧における融点は79 ℃、沸点は208 ℃
。

### 化学的性質
ヨード酢酸は、構造が酢酸と類似していることもあって水に溶解する
。
この他、水と同様に極性溶媒として知られるエタノールにも溶解する
。
また、25 ℃におけるヨード酢酸のpKaは3.12であり、これは同じ温度における酢酸のpKaよりも低い値である
。
つまり、ヨード酢酸は酢酸よりも強い酸だと言える。なお、酢酸と同様に、ヨード酢酸も酸無水物を形成することが可能である
。
ところで、一般に炭化水素鎖に結合したヨウ素は脱離しやすいことが知られているが、ヨード酢酸の場合、様々な化合物が持つチオール基と反応して、ヨウ素が脱離して、チオール基の硫黄と炭素との間に共有結合を形成する
。
具体的には、この反応に影響しない化学構造をRと置くと、
R-SH + CH2ICOOH → R-S-CH2COOH + HI
このような化学反応式で一般化できる。これをチオール基のカルボキシメチル化などと呼び

、カルボキシメチル化されてできた生成物は比較的安定である
。
なお、この反応は、pH8付近の室温といった穏やかな条件でも進行する
。
参考までに、
チオール基を持つアミノ酸のシステインとはpH8付近で反応してチオール基をカルボキシメチル化するわけだが、pH2からpH7.5ではヒスチジンの持つイミダゾール基をカルボキシメチル化したり、分子内に硫黄を持つアミノ酸の1種のメチオニンもカルボキシメチル化する
。
また、pH9以上にした場合はリジンの側鎖が持つアミノ基をカルボキシメチル化する
。
ただし、チオール基のカルボキシメチル化と比べると、その他のカルボキシメチル化は反応が遅い
。

### 生化学的性質・毒性
ヒトに対してもヨード酢酸は経口毒性があるばかりではなく、皮膚や目などを侵す毒物でもある

。
上記の通り、ヨード酢酸はチオール基と反応するわけだが、これはタンパク質が持つチオール基も例外ではない。例えば、解糖系に関わる酵素の1つ三炭糖リン酸脱水素酵素

、酵母を用いたアルコール醗酵で重要な役割を果たす酵母アルコール脱水素酵素のような

、SH酵素を不可逆的に阻害する

。
特に解糖系は、地球上の多くの生物がエネルギーを得るために用いる根幹的な代謝経路であり、したがって様々な様々な生物がヨード酢酸による毒性を被る。

## 用途
ヨード酢酸は比較的生理的な条件に近い、pH8付近の室温において、タンパク質が持つチオール基をカルボキシメチル化するため、タンパク質が持つチオール基の化学修飾に用いられる
。

## 誘導体
- ヨード酢酸エチル - ヨード酢酸とエタノールとが、エステルを形成した化合物である。有毒であり、催涙剤の1種として知られる。
- ヨードアセトアミド - ヨード酢酸とアンモニアとが、アミドを形成した化合物である。ヨード酢酸と同様に、毒性のある物質として知られる。
- 2-ヨードエタノール - ヨード酢酸が持つカルボキシ基が還元された構造の化合物である。ヨード酢酸と同様に2-ヨードエタノールも水やエタノールに溶解させられる[4]。ただし、2-ヨードエタノールはエチレングリコールにヨウ化水素を作用させるなどの方法で合成される[4]。